# مجهود حربي

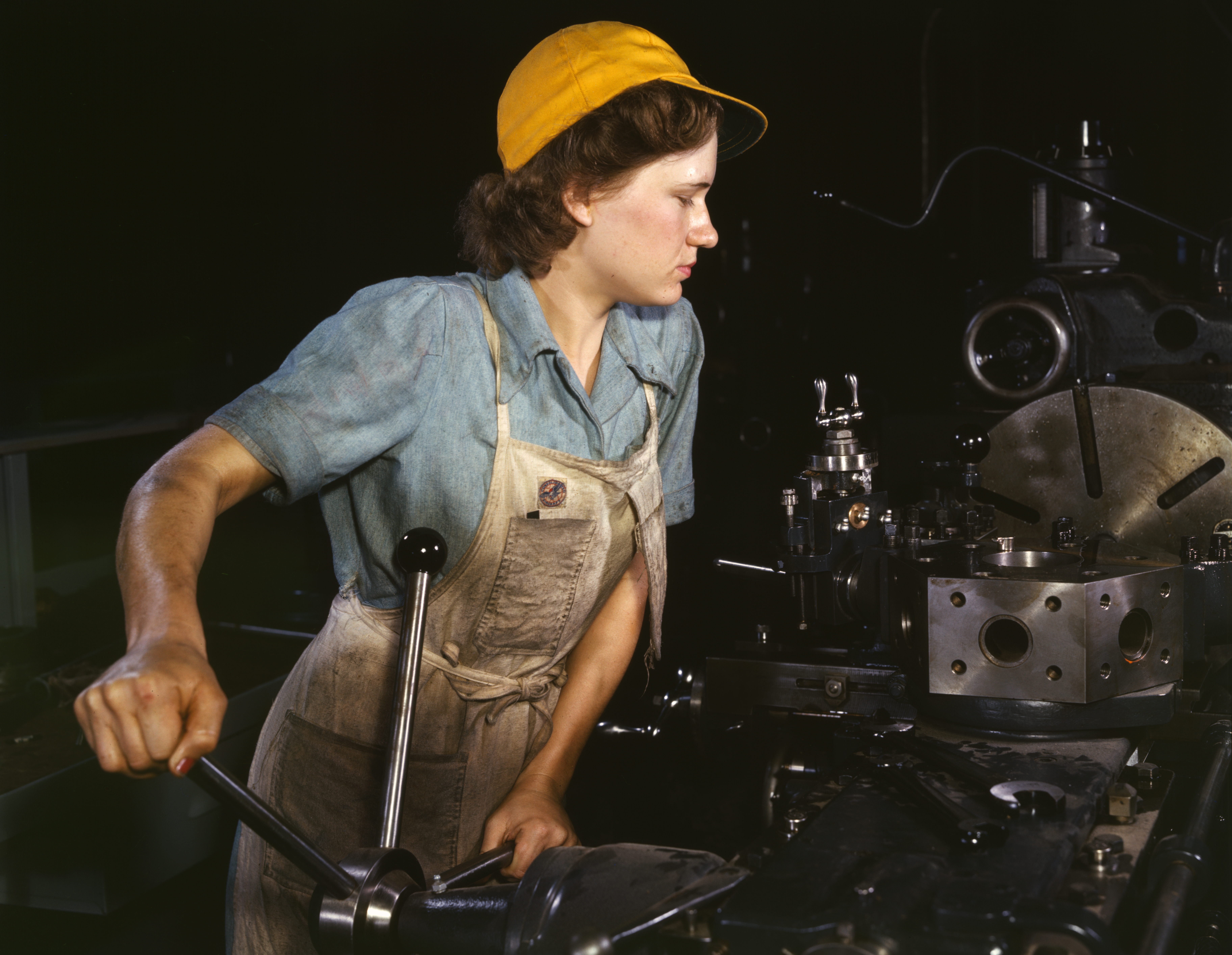
التغير المجتمعي يمكن أن يكون إحدى نتائج المجهود الحربي. خلال الحرب العالمية الثانية، شغلت النساء مناصب وظيفية كان يتم شغلها عادة من قِبل الذكور. انظر روزي المبرشم (Rosie the Riveter)

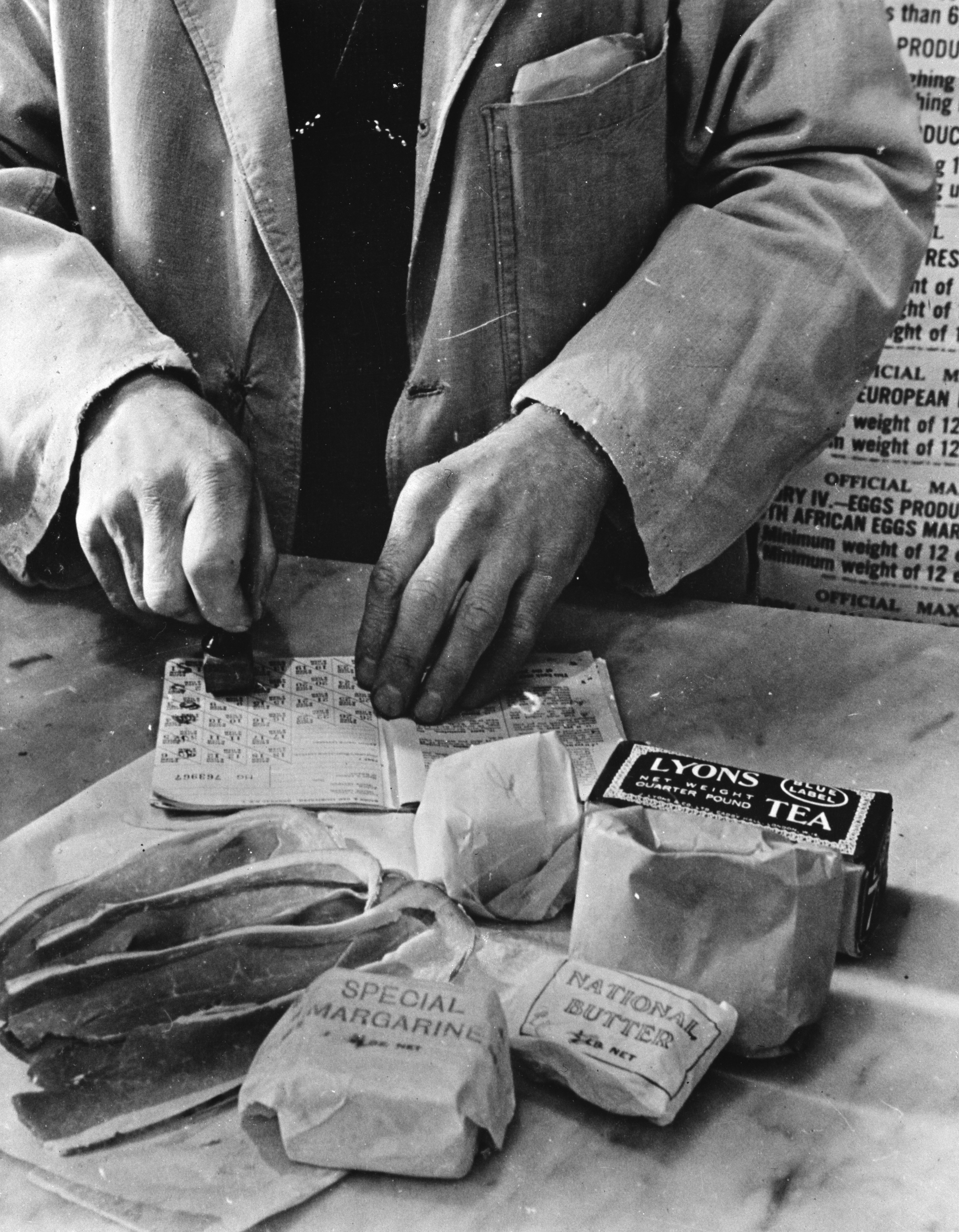
الترشيد: المدني صاحب متجر يقوم بشطب القسائم في دفتر القسائم الخاص بأسرة بريطانية

في السياسة والتخطيط العسكري، يشير مصطلح المجهود الحربي إلى التعبئة المنسقة لموارد المجتمع - الصناعية والبشرية على حد سواء - لدعم القوة العسكرية. واعتمادًا على عسكرة الثقافة والحجم النسبي للقوات المسلحة والمجتمع الداعم لها وشكل الحكومة والدعم الشعبي للأهداف العسكرية، يمكن أن يتراوح هذا المجهود الحربي من الصناعات الصغيرة إلى القيادة التامة للمجتمع.
وعلى الرغم من أن العديد من المجتمعات كان يُنظر لها في السابق على أنها تشارك في المجهود الحربي، إلا أن المفهوم لم يُستخدم بشكل عام إلا في العقد الأخير من القرن الثامن عشر، عندما دعا قادة الثورة الفرنسية إلى هبة شعبية وتعبئة عامة للمجتمع لمنع القوات الملكية من استعادة السيطرة على الحكومة الفرنسية.
وقد تم لاحقًا تكييف المفهوم واستخدامه من قِبل بروسيا والمملكة المتحدة والولايات المتحدة، لا سيما خلال الحرب العالمية الأولى والحرب العالمية الثانية. وتمت صياغة مصطلح المجهود الحربي بالتزامن مع هذه الجهود.

## الاقتصاد
على الرغم من أن بعض المجتمعات، لا سيما مجتمعات الرحل الغزاة ومجتمعات الفرسان المتنقلة مثل المغول، متخصصة في توفير الدعم الحربي لجيوشها، فإن فكرة المجهود الحربي المتخصص الذي حول مسار الإمدادات ووسائل الإنتاج والأشخاص إلى دعم عسكري ظهرت في نطاق الاستخدام العام فقط مع زيادة تخصص الثورة الصناعية. وفي السابق، كانت معظم الإمدادات العسكرية إما مكونات عامة من مكونات الاقتصاد (الغذاء والملابس والخيول) أو أدوات متخصصة يتم إنتاجها فقط لأغراض حربية من جانب الصناعات التي تم تكريسها لهذه المهام (بشكل رئيسي الأسلحة والمركبات العسكرية).
علاوة على ذلك، عادة ما كانت المجتمعات الإقطاعية والفلاحون - الذين كانوا يشكلون الغالبية العظمى من السكان - يعتبرون الحرب كنوع من الأعمال التجارية للأرستقراطيين، ولم يشعروا بأنهم ملزمون بشكل خاص ببذل مجهود إضافي لمساعدة الطبقة الأرستقراطية في بلادهم على الانتصار في الحرب مع طبقة أرستقراطية أخرى من بلد آخر. والمفهوم الحديث للدولة التي تنتمي «لشعبها» حمل افتراضًا ملازمًا بأن الحرب كانت تهم الجميع وكان من المتوقع مشاركة كل شخص، سواء كان جنديًا أم لا، بنشاط لتحقيق الانتصار في هذه الحرب.
وأصبح الاستخدام المتداخل للعناصر الخاصة بالمجتمع والاقتصاد في زمن السلم لأغراض الاستخدامات الحربية مهمًا بسبب ندرة القوى العاملة (نتيجة الحجم الكبير للجيوش) والمواد المتخصصة المستخدمة للإنتاج الحربي (المطاط والألومنيوم والصلب وما إلى ذلك). واستلزمت القرارات المعقدة التي تنطوى عليها عملية التحول إلى الاستخدام الحربي التنظيم والبيروقراطية؛ وتمت صياغة مصطلح المجهود الحربي لوصف هذه المهام الجماعية.
وانطوى مفهوم المجهود الحربي ضمنًا على أن المجتمع بأسره كان يُتوقع منه المشاركة بطريقة أو بأخرى؛ وقد خدم هذا الغرض المزدوج لتحسين المعنويات وكذلك المحافظة على الموارد.
ويرتبط بهذا المصطلح ارتباطًا وثيقًا مفهوم الجبهة الداخلية - أي أن المدنيين المشاركين في المساعي المدنية (لا سيما الإنتاج الصناعي) يشاركون أيضًا في محاربة العدو على «الجبهة» الخاصة بهم، وأن نتيجة «محاربتهم» - أي زيادة الإنتاجية والامتناع عن النزاعات العمالية والإضرابات، وما إلى ذلك - قد تحدد الفارق بين النصر والهزيمة.

## وصلات خارجية
- Collection of Photographs of World War II War Effort نسخة محفوظة 22 أكتوبر 2006 على موقع واي باك مشين. in the United States